# آنا (إلينوي)
آنا (بالإنجليزية: Anna, Illinois)‏ هي مدينة تقع في الولايات المتحدة في مقاطعة يونيون، إلينوي. يقدر عدد سكانها بـ 5,136 نسمة وترتفع عن سطح البحر 185.93 متر.

## أعلام
- فرانك ويلارد
- تاونسند إف. دود
- ديلوس براون